# Anastasio Arroyo
Anastasio Arroyo Gironda (Talaveruela, 1903 - Villanueva de la Vera, agosto de 1936) fue un secretario judicial y alcalde socialista de Jarandilla de la Vera durante la Segunda República. De joven marchó a trabajar a Francia en casa del marqués de Esquilache, y donde se casó en 1926. Ese mismo año regresó a la comarca extremeña de La Vera, siendo nombrado secretario judicial del juzgado de Jarandilla. En 1934 fue elegido alcalde de la localidad en las listas del Partido Socialista Obrero Español, revalidando el cargo en 1936 en las listas del Frente Popular.
En agosto de 1936, una vez las tropas sublevadas en julio ocuparon la zona durante la Guerra Civil, y aunque las nuevas autoridades formadas por los caciques y sacerdotes habían decidido que no habría represión política, Anastasio junto a Pedro González Hernández fue detenido y trasladado a Madrigal de la Vera. Allí, junto con otros tres republicanos más, dentro de las sacas y paseos que llevaron a cabo los médicos de Madrigal de la Vera y Villanueva de la Vera, oligarcas apoyados por grupos privados y elementos falangistas, fueron subidos a un camión, en teoría para trasladarlos a la cárcel de Mérida, si bien el vehículo paró en la fuente de El Pocillo, en el paraje de Aguasfrías de Villanueva y varios falangistas los fusilaron, tras obligarlos a cavar sus propias fosas.